# 2024년 하계 올림픽 에스와티니 선수단
에스와티니는 2024년 7월 26일부터 8월 11일까지 파리에서 열리는 2024년 하계 올림픽에 출전했다. 이는 콩고 주도의 보이콧으로 인한 1976년과 미국 주도의 보이콧의 일환으로 인한 1980년의 두 차례를 제외하면 국내의 12번째 하계 올림픽 출전이 된다.

## 출전 선수
| 종목 | 남자 | 여자 | 전체 |
| ---- | ---- | ---- | ---- |
| 육상 | 1    | 0    | 1    |
| 수영 | 1    | 1    | 2    |
| 전체 | 2    | 1    | 3    |

## 매달 집계
| 종목 | 1 | 2 | 3 | 합계 |
| 종목 | ' | ' | ' | '    |
| 종목 | ' | ' | ' | '    |
| 종목 | ' | ' | ' | '    |
| 합계 | ' | ' | ' | '    |

## 같이 보기
- 2024년 하계 올림픽